# Mesodasys ischiensis
Mesodasys ischiensis is een buikharige uit de familie Cephalodasyidae. Het dier komt uit het geslacht Mesodasys. Mesodasys ischiensis werd in 1993 voor het eerst wetenschappelijk beschreven door Hummon, Todaro & Tongiorgi. 